# Satomi Fukunaga
Satomi Fukunaga (福永恵規, Fukunaga Satomi, née le 26 janvier 1967 à Tokyo, Japon) est une ancienne idole japonaise, chanteuse et actrice dans les années 1980.

## Biographie
Elle débute en 1985 en étant sélectionnée comme membre n°11 du groupe féminin de J-pop Onyanko Club, qu'elle quitte l'année suivante pour chanter en solo. En 1987, elle rejoint la distribution de la série télévisée Sukeban Deka III dans le rôle de Leia, clin d'œil à Star Wars, après avoir joué son propre rôle d'idole d'Onyanko Club dans deux épisodes de la série précédente, Sukeban Deka II. Elle se retire peu après pour des problèmes de santé, après avoir sorti deux albums et quatre singles, dont deux servirent de génériques de fin pour Sukeban Deka III et pour le deuxième film tiré de la série anime Project A-ko (Project A-ko 2 : Daitokuji Zaibatsu no Inbô).

## Discographie
Singles
Albums
Compilations

## Livres
- 1987.03.06 : Nanfû (南風?) (Livre de photos)
- 1988.09.12 : Seoul e Iku Hikôki Naka de Yomu Hon Touchû (ソウルへ行く飛行機の中で読む本到着?) (Guide)

## Filmographie
Séries TV
- 1986 : Sukeban Deka III
- 1986 : Boku no Fiance
- 1987 : Jungle

## Liens
- (en) Satomi Fukunaga sur Idollica
- (ja) Satomi Fukunaga Catalog - Site de fan